# 警隊紀念日
香港警務處每年均會於香港警察總部舉行警隊紀念日（英語：Police Remembrance Day），以悼念警隊成立以來，於兩次世界大戰中及於其他時間殉職的警務人員。儀式以警務處處長為首，處長級的高級警官、各主要部門的主管、輔助隊總監及其他代表均會出席，另外，香港警務處退役同僚協會及皇家香港警察協會亦會派員出席。

## 起源
警隊紀念日源於和平紀念日，1920年代，香港政府送贈了兩座迫擊炮予以警隊，存於中央警署，用以紀念警隊所派出的70名人員，到歐洲參與了第一次世界大戰。1924年，警隊於中央警署內，樹立了4面銅牌，開創了紀念名冊的傳統。1948年，時任警務處處長麥景陶提出作整理紀念名冊，此時，警隊製作了兩面的銅牌，一塊用以紀念1914至1918年間，及1939至1945年間於兩次世界大戰期間，殉職的人員；另一塊用作紀念於1945年9月1日以後，殉職的人員。1954年，新警察總部堅偉大樓落成，兩塊銅牌亦故易安上述之地。隨此，數十年來，警隊紀念日亦於堅偉大樓地下正門每年舉行。

## 現況
2004年，新香港警察總部落成，兩塊銅牌，連同一塊新製銅牌，一同放於警政大樓禮儀區。警隊紀念日，亦易師於新香港警察總部儀式台處舉行。

## 歷年日期
- 2003年10月8日[3]
- 2004年
- 2005年
- 2006年11月11日[4]
- 2007年
- 2008年11月7日[5]
- 2009年11月6日[6]
- 2010年10月29日[7]
- 2011年10月14日[8][9][10][11]
- 2012年
- 2013年11月1日[12][13][14]
- 2014年11月11日[15]
- 2015年10月22日[16]
- 2016年11月4日[17]
- 2017年10月13日
- 2018年11月1日
- 2019年10月18日

## 相關參見
- 警隊博物館
- 浩園
- 消防處紀念日